# André Burguière
André Burguière (* 1938 in Paris) ist ein französischer Sozial- und Neuzeithistoriker, der zur Annales-Schule gehört. Burguière ist Forschungsdirektor an der Elite-Hochschule École des hautes études en sciences sociales (EHESS) in Paris.

## Leben
Burguière besuchte das Lycée Henri IV und die École normale supérieure. Er befasst sich mit Sozialgeschichte und historischer Anthropologie (Zeit des Ancien Régime in Frankreich), speziell Geschichte der Familie im 16. bis 19. Jahrhundert, Demographie, Geschichte ländlicher Gemeinschaften, sowie mit Geschichte der Geschichts- und Sozialwissenschaften (insbesondere der Annales-Schule) und vergleichender Anthropologie der Nationalbilder in Europa. Ab den 1960er Jahren war an einem umfangreichen Gemeinschaftsprojekt beteiligt, das die Geschichte einer bretonischen Gemeinde (Plozévet) erforschte, die er in seinem Buch Bretons de Plozévet zusammenfasst.
Er war Gastprofessor an der University of Michigan, der New York University, der Universität Berkeley, der University of Virginia, der University of California, Irvine, der Lorand-Eötvös-Universität Budapest, der Academia Sinica in Taipeh und am französisch-japanischen Institut in Tokio.
Er war im Herausgebergremium der Zeitschrift Annales und war 1969 bis 1976 deren Sekretär. Seit 1975 schrieb er regelmäßig für den Nouvel Observateur. Er produzierte ab 1970 mit Olivier Burgelin die Sendung  Au carrefour des sciences de l'homme beim Radiosender France Culture und ab 1971 mit Jean Marc Leuwen die TV-Reihe Les Chemins de l'Histoire auf Antenne 2.

## Schriften
- La gauche va-t-elle disparaître?, Paris, Stock, 2017, ISBN 978-2-234-08308-0.
- Le Mariage et l'amour; en France de la Renaissance à la Révolution, Paris, Le Seuil, 2011, ISBN 978-2-02-082638-9.
- L'école des Annales. Une histoire intellectuelle, Paris, Odile Jacob, 2006
  - englische Übersetzung: The Annales School, an Intellectual History, Vorwort Timothey Tackett, Ithaca, Cornell University Press, 2009
- Hrsg. mit François Lebrun: La Famille en Occident du XVIe au XVIIIe siècles, Brüssel, Complexe, 2005
- Hrsg. mit Grew Raymond: The Construction of Minorities; Cases for Comparison across Time and around the World, Ann Arbor, The University of Michigan Press, 2003
- Historische Anthropologie, in: Jacques Le Goff, Roger Chartier, Jacques Revel (Hrsg.): Die Rückeroberung des historischen Denkens. Grundlagen der Neuen Geschichtswissenschaft. Fischer, Frankfurt a. M. 1994, ISBN 978-3-596-12033-8, S. 62–102.
- Hrsg. mit Jacques Revel: Histoire de la France, Paris, Seuil, 5 Bände, 1989–1993, Taschenbuch 2001
- Paysages et paysans, Paris, Nathan, 1991
- Hrsg. mit Hartmut Atsma: Marc Bloch aujourd'hui; histoire comparée et sciences sociales, Paris, Éditions de l'EHESS, 1990
- Hrsg. mit Christiane Klapisch, Martine Segalen, Françoise Zonabend: Histoire de la famille, 2 Bände, Paris, Armand Colin, 1985
  - deutsche Ausgabe: Geschichte der Familie, 3 Bände,  Campus 1997
- Dictionnaire des sciences historiques, Paris, PUF, 1986.
- Regards sur la France. Un peuple dans son histoire, Paris, La documentation française, 1982
- Hrsg. mit Jean Daniel: Le Tiers-Monde et la gauche, Paris, Le Seuil; 1979
- Bretons de Plozévet, Paris, Flammarion, 1975